# 橋 (岩崎宏美の曲)
「橋」（はし）は、1984年8月21日にリリースされた岩崎宏美の35枚目のシングル。

## 解説
- 「聖母たちのララバイ」「家路」に続いて3作目の日本テレビ系『火曜サスペンス劇場』の主題歌にされた[1][2]。
- 芸能界デビューからの所属事務所・芸映からの、独立前最後のシングルとなる。
- 当時の芸映とは芸能活動の方針を巡る相違もあってか、同曲の歌唱披露は『夜のヒットスタジオ』など極少と成った。

## 収録曲
- 両楽曲共に、作詞：山川啓介／作曲・編曲：木森敏之

1. 橋
2. 逃亡者